# Springfield (New Hampshire)
Springfield je město v americkém státě New Hampshire, v okresu Sullivan County. Podle sčítání obyvatel v roce 2010 mělo 1311 obyvatel. Město vzniklo v roce 1769 pod názvem Protectworth, na Springfield bylo přejmenováno v roce 1794.